# All I’ve Got to Do
All I’ve Got to Do (englisch für: Alles was ich tun muss) ist ein Lied der britischen Band The Beatles, das 1963 auf ihrem zweiten Album With the Beatles veröffentlicht wurde. Komponiert wurde es von John Lennon und Paul McCartney und unter der Autorenangabe Lennon/McCartney veröffentlicht.

## Hintergrund
John Lennon und Paul McCartney komponierten All I’ve Got to Do, es basiert aber hauptsächlich auf den musikalischen Ideen von Lennon. All I’ve Got to Do wurde vom Smokey Robinson Lied You Can Depend On Me beeinflusst.
Die Beatles nahmen All I’ve Got to Do nicht in ihr Liverepertoire auf.

## Aufnahme
All I’ve Got to Do wurde am 11. September 1963 in den Londoner Abbey Road Studios mit dem Produzenten George Martin aufgenommen. Norman Smith war der Toningenieur der Aufnahmen. Die Band nahm insgesamt 14 Takes auf, wobei bei acht Takes das Lied nicht zu Ende gespielt wurde.
Die Abmischung des Liedes erfolgte am 30. September 1963 Mono in und am 29. Oktober in Stereo.
Besetzung
- John Lennon: Rhythmusgitarre, Gesang
- Paul McCartney: Bass, Hintergrundgesang
- George Harrison: Leadgitarre, Hintergrundgesang
- Ringo Starr: Schlagzeug

## Veröffentlichungen
- Am 12. November 1963 erschien in Deutschland das erste Beatles-Album With the Beatles auf dem All I’ve Got to Do enthalten ist. In Großbritannien wurde das Album am 22. November 1963 veröffentlicht, dort war es das zweite Beatles-Album.
- In den USA wurde All I’ve Got to Do auf dem dortigen zweiten Album Meet the Beatles! am 20. Januar 1964 veröffentlicht.
- In den USA presste die Plattenfirma Capitol Records die Jukebox-EP Meet The Beatles, auf dem das Lied All I’ve Got to Do auch enthalten ist.[1]

## Coverversionen
- The Smithereens – Meet the Smithereens [2]
- Moon Martin – Shots from a Cold Nightmare [3]